# Latécoère 28
Die Latécoère 28 war ein einmotoriges französisches Passagierflugzeug, das im Frühjahr 1929 seinen Erstflug absolvierte. Es wurde überwiegend in der Ausführung als Wasserflugzeug gebaut. Die Mehrzahl der gebauten Maschinen dienten auf der Linien der l’Aéropostale und transportierten Post und bis zu acht Passagiere. Der Typ erzielte mehrere Langstreckenrekorde.
Die bekannteste Maschine des Typs war die Latécoère 28.3 F-AJNQ Comte de La Vaulx, die am 12./13. Mai 1930 als erstes französisches Flugzeug den Südatlantik im Postdienst überquerte. Pilot des Fluges von Saint-Louis (Senegal) nach Natal (Brasilien) in 21h 14′ war Jean Mermoz, der dabei gleichzeitig einen Langstrecken-Weltrekord in gerader Linie für Wasserflugzeuge von 3173,2 km (150,1 km/h) aufstellte.
Der Rückflug gelang aber erst am 9. Juli beim 53. Startversuch seit dem 8. Juni, da die Maschine bei der notwendigen Treibstofflast nicht vom Wasser abhob. Die Maschine erreichte nicht den afrikanischen Kontinent und musste am 10. Juli 1930 450 Seemeilen vor Dakar auf dem Atlantik wassern, wobei ein Schwimmer abbrach und der linke Flügel beschädigt wurden. Eines der zur Sicherung eingesetzten Boote, die Phocée, konnte Besatzung und Post übernehmen, die Maschine ging jedoch verloren.

## Entwicklungs- und Baugeschichte
Die Maschine wurde von Latécoère für die bis 1927 zum Konzern gehörige Fluggesellschaft „Compagnie générale aéropostale“ (meist l’Aéropostale genannt) entwickelt. Als „Lignes Latécoère“ betrieb diese Gesellschaft seit 1920 eine Fluglinie nach Marokko, die ab 1925 auch planmäßig bis zum Senegal nach Französisch-Westafrika führte und vor allem dem Posttransport diente. Ab Ende 1927 wurde auch ein Luftpostnetz in Südamerika aufgebaut, das anfangs entlang der brasilianischen Küste nach Argentinien führte. Die Verbindung des europäisch-afrikanischen Netzes mit der Südamerikalinie wurde allerdings seit März 1928 mit eigenen Schiffen zwischen Dakar und Natal in Brasilien durchgeführt.
Die Latécoère 28 war eine Weiterentwicklung der bisher auf der Postlinie nach Westafrika und in Südamerika eingesetzten Maschinen. Gleichzeitig sollte das neue Modell die Mitnahmemöglichkeit für Passagiere verbessern. Wie die von Latécoère gelieferten Vorgängermodelle Laté 14, 17, 25, 26 war das neue Modell ein verstrebter Hochdecker. Die neue Maschine bot allerdings wesentlich mehr Platz und konnte acht Fluggäste befördern. Sie war auch strömungsgünstiger als die sehr sperrigen Vorgängerserien. Die Konstruktion begann 1927 und war 1928 fast abgeschlossen, als die ersten Aufträge erteilt wurden.
Der Prototyp mit der Werknummer 902 wurde ab dem Frühjahr 1929 zu einer Vielzahl von Tests genutzt und war sowohl der Prototyp für die Variante 28.0 mit Renault-12Jbr-Motor als auch für die 28.1 mit Hispano-Suiza 12Lbr-Motor. An dieser Maschine wurden auch verschiedene Propeller erprobt. Als F-AJHS 'Tramontane' war sie noch lange im Dienst der Air France sowie verschiedener französischer Institutionen und wurde im Frühjahr 1937 der Republikanischen Luftwaffe Spaniens zur Verfügung gestellt.
Um auf die neue Maschine aufmerksam zu machen, führten die Piloten Negrin und Bedrigans mit dem Prototyp F-AJHS am 24. September einen Direktflug über 1200 km von Le Bourget nach Madrid in fünf Stunden elf Minuten (~230 km/h) durch, obwohl die Standardreichweite der Maschine nur 1000 km betrug. Am 10. Oktober erfolgte dann der erste Linienflug von Toulouse nach Casablanca über 1845 km in acht Stunden zwanzig Minuten mit einer kurzen Zwischenlandung in Alicante.
Die ersten Serienmaschinen wurden ab 1929 auf dem ersten Teilstück der Postlinie von Südfrankreich bis Marokko eingesetzt, die so auch eine vollwertige Passagierlinie wurde. Dazu wurden erste Maschinen nach Südamerika verschifft, um dort im Postdienst eingesetzt zu werden. Jean Mermoz, der die Verlängerung der Postlinie in Südamerika über die Anden nach Chile organisiert hatte, flog die erste wiederaufgebaute Maschine ein. Bei einem Flug mit dem neuen Typ bei sehr schlechtem Wetter von Buenos Aires nach Comodoro Rivadavia entschied sich der mitfliegende Präsident der Aéropostale, Marcel Bouilloux-Lafont, für Mermoz als Piloten für den geplanten Transatlantikflug.

Bis zum Jahresende 1929 wurden 18 Latécoère 28 an die Aéropostale abgeliefert, von denen sechs auf der Linie von Frankreich nach Afrika eingesetzt und elf nach Südamerika verschifft wurden, um vorrangig die Inlandsdienste in Argentinien und Venezuela zu übernehmen. Zu den Piloten gehörten neben Mermoz auch Guillaumet und Antoine de Saint-Exupéry. Insgesamt bestellte die Postflug-Gesellschaft Aéropostale zwischen 1928 und 1930 fast 50 Flugzeuge des Typs.

### Der Transatlantikflug
Zur Beschleunigung des Postverkehrs wollte die Aéropostale auch den Atlantik mit Flugzeugen überqueren. Die französischen Hersteller entwickelten dafür sowohl Flugboote als auch Landflugzeuge. Zu dem neuen Typ Latécoère 28 wurde auch ein Schwimmerflugzeug (28.3) entwickelt, mit dem eine Atlantiküberquerung möglich sein sollte. Von offizieller Seite bestanden starke Bedenken gegen den Einsatz eines einmotorigen Flugzeugs; jedoch hatten schon etliche einmotorige Maschinen die Strecke erfolgreich bewältigt. Latécoère schlug daher den Versuch von Rekordflügen vor dem Einsatz vor. 1930 wurden die beiden ersten Schwimmerflugzeuge fertig, von denen je eines von der Aéropostale und der Aéronavale erprobt wurden. Das erste Schwimmerflugzeug (WNr. 919) machte im Februar 1930 seinen Erstflug unter dem Werkspiloten Yves Prevost mit dem Mechaniker Alfred Hoff in Saint-Laurent-de-la-Salanque. Die für eine Atlantikquerung vorgesehene Besatzung mit dem Piloten Jean Mermoz (1901–1936), der keine Wasserflugzeugerfahrung hatte, dem Navigator Jean Dabry (1901–1990) und dem Funknavigator Léopold Gimié (1903–1943) erreichte am 11./12. April 1930 auf einem geschlossenen Rundkurs zwischen Palavas und La Ciotat an der französischen Mittelmeerküste mit einer Flugstrecke von 4308 km (in 30h 25min 40s= ~141 km/h) einen Weltrekord für Wasserflugzeuge.

Die für die Marine gebaute zweite Maschine (WNr. 920) wurde wegen eines geringfügig anderen Triebwerks als 28.5 bezeichnet, flog ebenfalls erstmals im Februar 1930 und erreichte am 5. und 6. Mai 1930 unter der vorgenannten Werksbesatzung Prevost/Hoff zwei Weltrekorde für Wasserflugzeuge als LATÉCOÈRE bei einer Nutzlast von 2000 kg über 100 km mit 220,026 km/h und dann über 500 km mit 202,092 km/h. Prevost/Hoff verunglückten am 6. April 1930 bei einem Testflug mit dem dreimotorigen Flugboot Latécoère 34 tödlich. Die Maschine mit der WNr. 920 war da schon bei der Aéronavale und stellte am 16./17. April 1930 mit der Besatzung Lieutenant de Vasseau Paulin Paris (1898–1934) und Maitre Principal Hébert auf einem geschlossenen Rundkurs einen weiteren Weltrekord für Wasserflugzeuge mit einer Flugstrecke von 4202,5 km bei einer Nutzlast von 500 kg auf. Mit der La Frégate benannten Maschine wurden bis zum Juni 1931 noch acht weitere Klassenweltrekorde aufgestellt.
Mit den Rekordflügen vom April/Mai 1930 bewiesen die Maschinen, dass der Typ für eine Überquerung des Südatlantiks eine hinreichende Reichweite hatte. Zu diesem Zeitpunkt war der Südatlantik schon mehrfach von Flugzeugen überquert worden. Auch französische Maschinen und Piloten hatten ihn schon überquert, zum ersten Mal am 14. Oktober 1927 Dieudonné Costes und Joseph Le Brix, als sie mit der Breguet XIX Nungesser-Coli in knapp 20 Stunden von St. Louis im Senegal nach Natal in Brasilien flogen.

Die Absicht, das deutsche Luftschiff LZ 127 Graf Zeppelin über Sevilla mit Luftpost nach Südamerika zu entsenden, veranlasste die Aéropostale, dem mit einem nur mit Flugzeugen durchgeführten Flug nach Südamerika zuvorzukommen. Mermoz und seine Besatzung überführten ab dem 2. Mai die inzwischen Comte de La Vaulx (nach dem am 18. April 1930 in den USA bei einem Flugzeugabsturz ums Leben gekommenen Gründer der FAI, Henry de La Vaulx) benannte Weltrekord-Maschine in drei Etappen über Kénitra und Port-Étienne zum gewählten Startort im Senegal. Als Passagier nahm der Leiter des Flugbetriebes der Gesellschaft, Didier Daurat (1891–1963), an dem Überführungsflug teil.
Vor dem für den 18. Mai 1930 geplanten Start des deutschen Luftschiffes sollte der planmäßige 19. Postabgang nach Südamerika vom 10. Mai ab Paris zum ersten Luftpostflug über den Südatlantik werden. Eine Laté 28 und zwei Laté 26 flogen die Post von Toulouse in Etappen nach St. Louis, wo am 12. Mai Mermoz mit der vorgenannten Besatzung und 130 kg der Post mit der Latécoère 28.3 F-AJNQ startete. Nach einem Flug von 21h 14′ landete die Comte de La Vaulx in Natal auf dem Rio Potengi – nach einem Flug über 3173 km (~ 149 km/h) – und stellte dabei einen neuen Distanz-Weltrekord für Wasserflugzeuge für Flüge in gerader Linie auf.

Den Weitertransport der Post übernahmen in Südamerika stationierte Maschinen und Piloten der Aéropostale. Schon 75 Minuten nach der Landung startete die Latécoère 25 F-AIRX unter Raymond Vanier (1895–1965), welche die Post bis Caravelas transportierte. Vanier wechselte dort auf eine Latécoère 26. Insgesamt vier Maschinen dieses Typs setzten den Postflug über Rio de Janeiro, Montevideo und Buenos Aires bis nach Mendoza in Argentinien fort. Die letzte Etappe nach Santiago de Chile wurde dann von Henri Guillaumet mit einer Potez 25 durchgeführt, wo die Post am 15. Mai um 13:30 Uhr Ortszeit eintraf. Fünf Tage, zwei Stunden und 20 Minuten nach der Abfahrt des Postzuges in Paris traf der für Chile bestimmte Teil der Post damit am Ende der Linie ein.
Die Aéropostale ließ die Besatzung der Comte de La Vaulx in den Hauptstädten an der Linie auftreten, um Reklame für den Luftpostdienst zu machen. Überschattet wurde die Reise der Besatzung durch den ersten schweren Unfall einer Latécoère 28. Die von der Direktion der Gesellschaft aus Buenos Aires nach Brasilien entsandte F-AJPD (WNr. 918) verunglückte am Abend des 10. Mai schon auf der ersten Etappe nach Montevideo, als der Pilot in der nebligen Nacht beim Anflug auf die Küste Uruguays seine Höhe falsch einschätzte, die Maschine Wasserkontakt mit dem La Plata bekam und sich überschlug. Drei Besatzungsmitglieder und ein Passagier starben. Ein weiterer Passagier konnte als einziger gerettet werden.
Der Rückflug der Transatlantik-Maschine sollte am 8. Juni 1930 ab Natal erfolgen. Alle 35 Startversuche am 8. und den folgenden Tagen waren jedoch erfolglos. Die Maschine konnte mit ihrer gewaltigen Treibstofflast nicht vom Wasser abheben, da die Startstrecke auf dem Rio Potengi sich als ungeeignet erwies, da sie zu kurz war und keine unterstützenden Winde vorhanden waren. Die Leitung der Aéropostale entschied daher, die Post – wie bislang üblich – mit einem der Avisos der Reederei zur afrikanischen Küste zu bringen. Mermoz erkundete mit einem Auto die Umgebung von Natal und fand mit der Lagune von Bonfim 60 km südlich von Natal eine besser geeignete Startfläche für sein Flugzeug. Die erleichterte Maschine wurde mit einem kurzen Flug nach Bonfim überführt. Dort wurden die Schwimmer der Maschine verändert, da in Frankreich ein weiteres der Aéropostale geliefertes Schwimmerflugzeug einen Unfall gehabt hatte, für den die Schwimmer möglicherweise mitverantwortlich waren.

Zur Erleichterung der Navigation sollte der Rückflug in einer Vollmondphase stattfinden. Ab dem 8. Juli 1930 versuchte Mermoz mit seiner Besatzung erneut, zum Rückflug zu starten. Wegen jetzt auch in Bonfim ungünstiger Windbedingungen gelang erst der insgesamt 53. Startversuch am 9. Juli 1930. Während des Nachtfluges über dem Südatlantik kam es zu einem Ölleck. Nach dem Verbrauch des Reservebestandes am 10. Juli nach vierzehn Stunden Flug entschloss sich Mermoz 400 Seemeilen südöstlich von Dakar zur Notwasserung in der Nähe des Hilfsschiffes Phocée, um die Lieferung der Post sicherzustellen. Post und Besatzung wurden von der Phocée übernommen. Der Versuch, die Maschine abzuschleppen, scheiterte an dem heftigen Seegang durch Bruch einer Schwimmerstrebe und dann folgendem Flügelbruch.

### Einsätze derLatécoère 28in französischen Diensten
1929/1930 fertigte der Hersteller 43 Maschinen des Typs Latécoère 28 der Baureihen 28.0 (20), 28.1 (14), 28.3 (8), 28.5 (1) und 28.8 (1). Bis zu ihrem Zusammenbruch übernahm die Aéropostale 35 Maschinen vom Typ Latécoère 28, die auf den Linien nach Afrika (17) und ab dem 1. November 1929 auch in Südamerika (3 Venezuela, 11 Brasilien-Argentinien) eingesetzt wurden. Etliche Maschinen entstanden als eine Variante und wurden durch Tausch der verschiedenen Motortypen oder Umbauten später im Zustand einer anderen Variante eingesetzt. Von den acht Schwimmerflugzeugen Laté 28.3 kam außer der vorgenannten Comte de La Vaux keine weitere Maschine in der Schwimmerversion in den Liniendienst, fünf allerdings als Maschinen mit Radfahrwerk. Vier wurden zur Variante Laté 28.1H umgebaut, von denen drei Maschinen erst bei der zur Übernahme der französischen Luftlinien gebildeten Air France als letzte Lieferung neben 24 von der Aéropostale übernommenen Maschinen in Dienst kamen, von denen einige bis 1939 im Dienst blieben.
Am 9. Mai 1933, kurz vor dem Übergang in die Air France, ereignete sich der schwerste Unfall mit einer Latécoère 28, als F-AJIP (WNr. 905) auf dem Rückflug von Casablanca beim Anflug auf Alicante abstürzte und die dreiköpfige Besatzung und die drei Passagiere an Bord starben.
1932 entwickelte sich noch bei der Aéropostale eine neue Variante, als F-AJPA (WNr. 925) und F-AJUY (WNr. 931) von der Version Laté 28.0 zur Version Laté 28.1 Long courrier umgerüstet wurden. Diese Maschinen sollten die bislang eingesetzten älteren Latécoère-Typen, insbesondere Laté 26.6, auf der Postlinie von Casablanca nach Dakar ersetzen. Der Postflug sollte auf der genannten Strecke in der Regel mit einer Maschine mit kurzen Zwischenlandungen in Villa Cisneros und Port-Étienne durchgeführt werden. Beim Umbau wurde neben dem Austausch des Triebwerks auch die Kabineneinrichtung entfernt und neun der zwölf Seitenfenster geschlossen. In die Kabine kam eine verstärkte Funkeinrichtung für einen Funker als viertes Besatzungsmitglied und ein einfacher Sitz für einen Dienstreisenden. Der Treibstoffvorrat wurde mit 1568 Litern mehr als verdoppelt und die Ölmenge um 15 % erhöht. Diese Veränderungen und die umfangreiche Notausrüstung reduzierten die verbleibende Nutzlast auf 543 kg. Sieben (oder elf) Maschinen wurden so umgebaut, von denen vier auf der anderen Seite des Atlantiks in Südamerika zum Einsatz kamen.

Die Mehrzahl dieser Umbauten gab es erst im Dienst der Air France, die die von ihr eingesetzten Latécoère 28 nach Winden benannte. Schon bald ersetzte Air France den Typ vorrangig im Passagiertransport durch modernere Maschinen. Auf der Strecke von Frankreich zum Senegal ersetzten dreimotorige Wibault 283T und dann Dewoitine 333 die alten einmotorigen Maschinen, auf dem südamerikanischen Teil kamen zweimotorige Breguet 393T bis Argentinien und Potez 62 nach Chile zum Einsatz. Für den Liniendienst mit Flugzeugen über den Südatlantik gab es keinen weiteren Versuch mit dem einmotorigen Modell. Im Regelbetrieb flogen schließlich viermotorige Maschinen (die Flugboote Laté 300 und Blériot 5190 sowie Radflugzeuge Farman 220).
Neben den Postlinien flogen die Latécoère 28 auch als Frachtflugzeuge innerhalb Frankreichs. Im Juli 1939 wurden die F-AJJL Mistral (WNr. 909) und die Long Courrier F-AJUX Smara (WNr. 930) als letzte Maschinen des Typs außer Dienst gestellt. Die seit 1936 in Dakar-Ouakam stationierte Smara hatte in den letzten Jahren Flüge in den westafrikanischen Kolonien Frankreichs durchgeführt.

## Nutzung durch die Aeronavale
Die Weltrekordmaschine Laté 28.5 F-AJXK (WNr. 920) ließ die Marineluftwaffe zum Prototyp Laté 29.01 für ein Torpedoflugzeug für die französische Marineluftwaffe umbauen. So flog die Maschine erstmals am 3. Oktober 1931. Ein von Latécoère entwickelter Prototyp Latécoère 440 mit neuem Rumpf und einem ähnlichen Tragwerk wie der Typ 28, der kurz vorher geflogen war, zeigte keine wesentlich besseren Leistungen und wurde nicht weiterverfolgt. Die Marine bestellte im März 1932 18 neue Torpedoflugzeuge vom Typ Laté 290. Mit den Maschinen wurden zwei Torpedo-Staffeln (4T-1 in Berre sowie 1T-1 in Cherbourg) ausgestattet, die 1938 modernere Tiefdecker Latécoère 298 erhielten. Insgesamt sollen etwa 35 Latecoere 290 gebaut worden sein.

Einige Maschinen befanden sich 1939 noch bei der Küstenüberwachungsstaffel 1S-2 in Cherbourg und kamen bis zum Waffenstillstand 1940 zum Einsatz. Die Maschinen wurden in der von den Deutschen besetzten Zone in Hourtin abgerüstet.

## Weitere Nutzer
Durch den Zusammenbruch der französischen Aéropostale kamen Latécoère 28 auch in südamerikanische Register zu ursprünglich als Tochtergesellschaften gegründeten Linien in Venezuela (Aéropostale du Venézuela) und Argentinien (Aeroposta Argentina S.A.).
Für das von der Aéropostale ab 1929 entwickelte Liniennetz in Venezuela, für das zu Beginn eine Potez 29-8 und eine Latécoère 26-4 zur Verfügung standen, wurden drei Latécoère 28 (F-AJLB WNr. 911, Februar 1930; F-AJLM WNr. 913, April 1930; F-AJLE WNr. 912, Januar 1931) per Schiff nach Puerto Cabello geliefert wurden. Dort wurden die Maschinen zusammengebaut und in Venezuela insbesondere zum Goldtransport eingesetzt. Die zuletzt gelieferte F-AJLE war im ersten Halbjahr 1930 bei der Compagnie Transafricaine d’Aviation in Algerien eingesetzt worden, ehe sie nach Venezuela verschifft wurde. Mit dieser Maschine wurde Ende November 1931 der französische Marschall Franchet d’Espèrey zu einem offiziellen Besuch von Venezuela in das kolumbianische Barranquilla und zurück geflogen. Am 26. Oktober 1933 hatte die Maschine einen Startunfall mit sechs Passagieren und 780 kg Fracht auf dem ungepflegten Flugplatz von Maracay. Die nicht erheblich beschädigte Maschine wurde wegen der Verhandlungen über den Verkauf der Fluggesellschaft nicht repariert und als Ersatzteilspender verbraucht.

Am 31. Dezember 1933 übernahm Venezuela die Tochtergesellschaft der Aeropostale, nachdem die französische Regierung ihre Unterstützung der Muttergesellschaft eingestellt hatte. 1934 wurden die zwei verbliebenen Maschinen mit inzwischen über 1000 Flugstunden der neugebildeten Aviacon Aeropostal Venezolana zugeteilt und auch in Venezuela registriert. Die Idee, für die Gesellschaft insgesamt 20 Latécoère-28-Maschinen (je zehn Land- und Schwimmerflugzeuge) zu erwerben, war wirtschaftlich nicht zu realisieren. Dazu kamen jedoch drei weitere Maschinen, die für die Luftwaffe Venezuelas als Latécoère 28.9 (WNr. 961 bis 963) bestellt worden waren.

Am 1. Januar 1935 wurde die Gesellschaft in Linea Aeropostal Venezolana (LAV) umbenannt und die Maschinen im venezolanischen Register als YV-ABO, -ABU, -ABA, -ABE, -ABI mit Namen venezolanischer Militärs registriert. 1936 wurden die beiden ex-Aeropostale-Maschinen ausgesondert und durch Fairchild 82 ersetzt. 1937 wurden auch die Maschinen des ursprünglichen Militärauftrags ausgesondert, die um 700 Flugstunden genutzt worden waren.
 In Argentinien kam es nach dem Zusammenbruch der Aeropostale zur Bildung der Aeropostala Argentina, die den Dienst der inner-argentinischen Linien (insbesondere nach Patagonien) übernahm. Die französische Nachfolgegesellschaft Air France führte nur den Dienst auf der Hauptpostlinie von Brasilien über Uruguay und Argentinien nach Chile fort. Fünf Latecoere-28-Maschinen der Aeropostale wurden an die neue argentinische Gesellschaft abgegeben. Die zuerst in das argentinische Register übernommene Latécoère 28 R-293 (WNr. 929 ex F-AJUV Levante) stürzte am 23. Juni 1936 in Pampa de Salamanca, 60 km vor Comodoro Rivadavia, ab, wobei die Piloten Prospero Palazzo und Caesar Brugo ihr Leben verloren. Die anderen vier Maschinen (WNr. 916 ex F-AJOV El Zonda, 915 ex F-AJLO El Pampero, 910 ex F-AJOU Minnano, 903 ex F-AJIO Brisa do Mare) waren zuletzt als LV-GAB, -HAB, -IAB, -JAB registriert und blieben bis Ende 1938 im Dienst.
 Als letzter ausländischer Nutzer der Latécoère 28 kam 1936 noch die Luftwaffe der Republikaner während des Spanischen Bürgerkriegs hinzu; sie erhielt acht Maschinen aus Frankreich, die auch als Behelfsbomber eingesetzt werden konnten. Als erste Maschine wurde am 28. August 1936 die F-AJPC Sirocco (WNr. 927) nach Madrid überführt. Diese Maschine hatte im Oktober 1933 an der Präsentation der neuen Air France in Le Bourget teilgenommen und war zuletzt bei der Lignes Aériennes Nord-Africaines (L.A.N.A.) in Algerien eingesetzt worden. Kurz darauf wurden F-AJPG Tornado (WNr. 922), und F-AJVB Alize (WNr. 933) geliefert. Später kamen F-AJVI Cierzo (WNr. 935), F-AJVJ Poniente (WNr. 936), F-AJYM Agrégo (WNr. 938), F-AMXU Ouragan (WNr. 941), F-AMXX Japyx (WNr. 944) und F-AJHS Tramontane (WNr. 902, der Prototyp) hinzu. An einem Angriff auf den Flugplatz Granada sollen zwei oder drei Maschinen beteiligt gewesen sein. Danach wurden sie als Transporter eingesetzt. Eine Maschine überstand den Krieg und wurde mit anderen republikanischen Maschinen kurz vor dem Ende des Krieges nach Oran verbracht.

## Varianten
Laté 28.0
500-PS-Renault-12Jbr-Motor, 20 Neubauten (~15 zu 28.1, etliche als Long Courrier).
Laté 28.1
500-PS-Motor Hispano-Suiza 12Hbxr, 14 Neubauten, viele Umbauten.
Laté 28.2
Prototyp einer Postmaschine, ein Neubau (WNr. 948).
Laté 28.3
Schwimmerflugzeug für den Postdienst, acht Neubauten. Erstflug Februar 1930. Fünf als Radflugzeuge in den Liniendienst, zum Teil als Laté 28.1/H
Laté 28.3/H
Radversion der 28.3, 600-PS-Motor Hispano-Suiza 12Lbxr, eine gebaut(?)
Laté 28.4-I
Passagier-Version der 28.3 mit 700-PS-Sternmotor Gnome et Rhône 14Kb Mistral Major, eine gebaut(?)
Laté 28.5
verstärktes Schwimmerflugzeug für die Aeronavale mit 650-PS-Motor Hispano-Suiza 12Nbr, eine gebaut (WNr. 920). Weltrekordmaschine, Umbau zum Prototyp für Torpedoflugzeuge Laté 290.
Laté 28.6
Variante für Venezuela mit 650-PS-Motor Hispano-Suiza 12Nbr, drei gebaut (WNr. 961 bis 963).
Laté 28.8
Variante für Rekordversuche bis 11.000 km mit vergrößerter Spannweite, eine gebaut (WNr. 939), Erstflug am 30. Juli 1930 unter Jean Gonord/Mermoz endete mit Bruchlandung. Ein Soloflug Gonord im August. Soloflug Mermoz am 30. August, der nach erheblichen Problemen mit dem Fallschirm absprang, keine Reparatur und kein Nachbau der Maschine.
Laté 28.9
dreisitziges Bombenflugzeug für Venezuela, Umbaumöglichkeit der drei Laté 28.6.
Laté 290
Schwimmerflugzeug für die Aeronavale mit 650-PS-Motor Hispano-Suiza 12Nbr, 32 gebaut. Erstflug 3. Oktober 1931.
Laté 293
Schwimmerflugzeug für die Aeronavale mit 725-PS-Sternmotor Gnome & Rhône 14Kcrs, eines gefertigt (Umbau einer Late 28 ?). Erstflug 24. Oktober 1933 durch Antoine de Saint-Exupéry.
Laté 294
Schwimmerflugzeug für die Aeronavale mit 740-PS-Sternmotor Gnome & Rhône 14Kdrs, eines gebaut. Erstflug 18. April 1934. Bis 1939 bei der Staffel 4T-1 in Berre neben Laté 290, Laté 298.
Laté 296
Schwimmerflugzeug für die Aeronavale mit 860-PS-Motor Hispano-Suiza 12Ydrs, Umbau der Laté 293, Erstflug 4. August 1934.

## Technische Daten

Vierseitenansicht

| Kenngröße             | Latécoère 28.0      | Latécoère 28.1      | Latécoère 28.3      | Latécoère 28.8      | Latécoère 35.0          | Latécoère 290       |
| --------------------- | ------------------- | ------------------- | ------------------- | ------------------- | ----------------------- | ------------------- |
| Besatzung             | 2                   | 2                   | 3                   | 1–2                 | 2                       | 3                   |
| Passagiere            | 8                   | 8                   | –                   | –                   | 10                      | –                   |
| Länge                 | 13,62 m             | 13,62 m             | 14,79 m             | 13,86 m             | 14,96 m                 | 14,62 m             |
| Spannweite            | 19,25 m             | 19,25 m             | 19,25 m             | 25,50 m             | 22,35                   | 19,25 m             |
| Höhe                  | 3,58 m              | 3,58 m              | 5,00 m              | 3,85 m              | 3,55 m                  | 6,06 m              |
| Flügelfläche          | 48,6 m²             | 48,6 m²             | 58,2 m²             | 80 m²               | 74,8 m²                 | 58,2 m²             |
| Flügelstreckung       | 7,6                 | 7,6                 | 6,4                 | 8,1                 | 6,7                     | 6,4                 |
| Leermasse             | 2166 kg             | 2386 kg             | 2636 kg             | 2860 kg             | 4285 kg                 | 2871 kg             |
| Startmasse            | 3856 kg             | 4040 kg             | 5017 kg             | 8184 kg             | 6295 kg                 | 4799 kg             |
| Reisegeschwindigkeit  | 200 km/h            | 215 km/h            | 160 km/h            |                     |                         |                     |
| Höchstgeschwindigkeit | 220 km/h            | 232 km/h            | 229 km/h            | 200 km/h            | 237 km/h                | 210 km/h            |
| Dienstgipfelhöhe      | 5200 m              | 5200 m              | 4000 m              |                     | 6000 m                  | 4760 m              |
| Reichweite            | 950 km              | 1000 km             | 4800 km             | 11.000 km           | 800 km                  | 780 km              |
| Triebwerk             | Renault 12Jb        | Hispano-Suiza 12Hbr | HS 12Lbxr           | HS 12Nbr2           | 3 × HS 12Jb             | HS 12 Nbr           |
| Leistung              | 500 PS (ca. 370 kW) | 500 PS (ca. 370 kW) | 600 PS (ca. 440 kW) | 650 PS (ca. 480 kW) | 3 × 400 PS (ca. 290 kW) | 650 PS (ca. 480 kW) |